# Krn
Krn – wieś w Słowenii, w gminie Kobarid. W 2018 roku liczyła 25 mieszkańców.